# 三宅玲奈
三宅 玲奈（みやけ れいな、1995年12月2日 - ）は、岡山県玉野市出身の女子競輪選手。日本競輪学校第108期生。姉の愛梨は、競輪学校第104期生の女子競輪選手。義兄は競輪学校105期の平川慎太郎である。師匠は大前寛則（競輪学校第57期生）。

## 来歴
岡山県立岡山工業高等学校出身。
2012年、全国高等学校選抜自転車競技大会のケイリンで優勝。
日本競輪学校の在校競走成績は4位（18勝）。卒業記念レース3位。
2015年7月6日、大垣競輪場でデビュー（6着）。初勝利は同年9月6日の佐世保競輪場。

## 関連記事
- 兄弟スポーツ選手一覧#競輪